# Son Boricua
Son Boricua ist eine siebenköpfige Salsaband aus New York City.

## Werdegang
Son Boricua wurde 1998 von dem Sänger Jimmy Sabater und dem Bongospieler José Mangual gegründet. Bekannt wurde die Band durch ihren charakteristischen Vibrafon-Sound. Ihr Repertoire setzt sich überwiegend aus Coverversionen bekannter Salsa- und Mamboklassiker zusammen. Sie vertreten den Musikstil der Salsa Dura. Zu ihren Hits gehören unter anderen Songs wie „A Las Seis“ und „Mama Guela“.

## Diskografie
- Son Boricua (1999)
- Musical a Cortijo Rivera (2000)
- Mo (2002)
- Clássicos 60s (2003)
- Fabulosos 70s (2004)